# ای یادانار فیو
ای یادانار فیو (انگلیسی: Ei Yadanar Phyo؛ زادهٔ ۴ ژانویهٔ ۱۹۹۸) بازیکن فوتبال اهل میانمار است.
وی همچنین در تیم‌های ملی فوتبال زنان میانمار بازی کرده‌است.